# 극사실주의

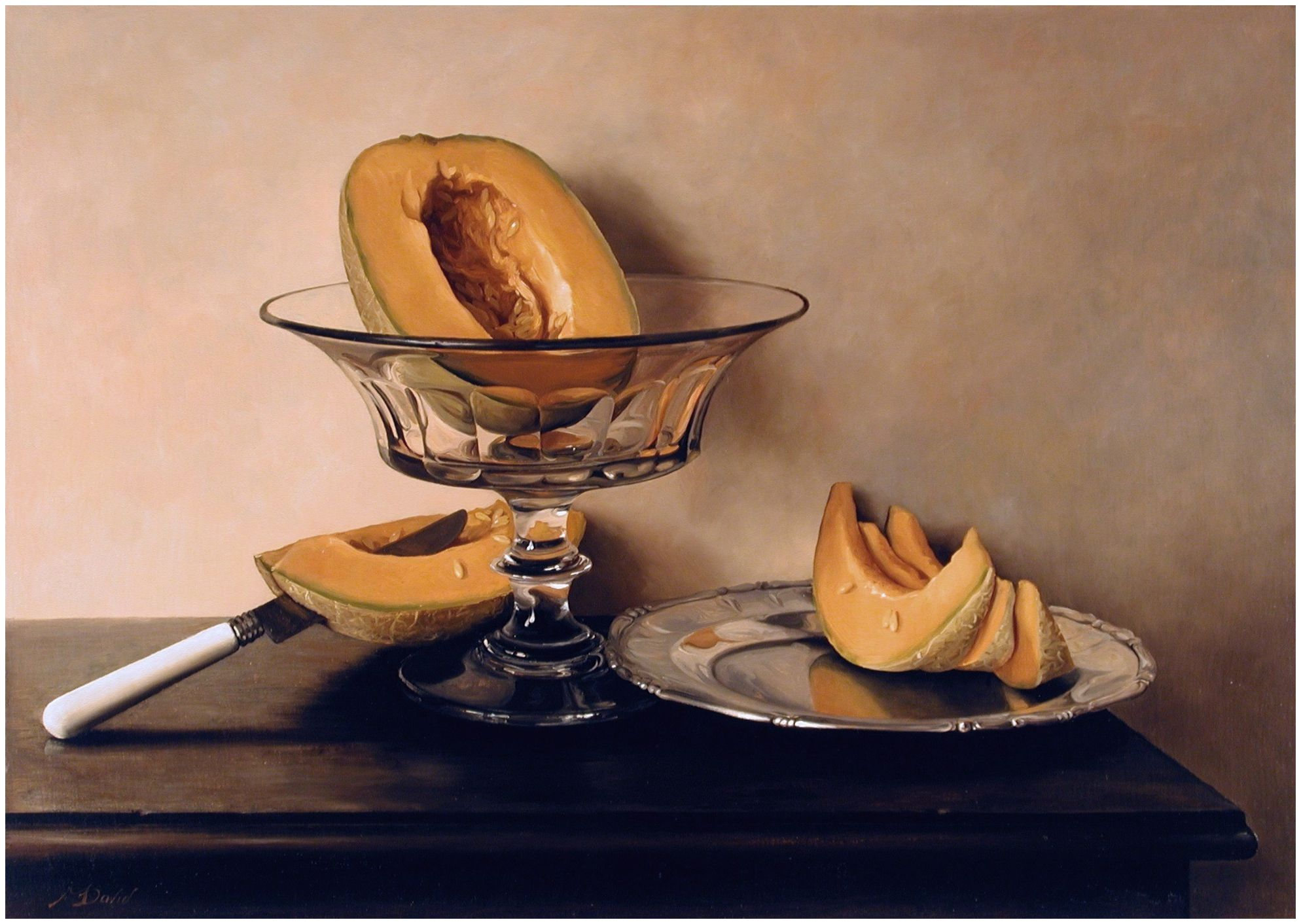
마루오 다비드, 《크리스탈 식기와 멜론(Fruttiera di cristallo con meloni)》(1999), 화판에 유화.

극사실주의(영어: hyperrealism)는 예술 장르의 하나로, 현실에 실재하는 것 (혹은 그것을 촬영한 고화질 사진)을 회화나 조각으로 완벽히 재표현하는 것을 추구한다. 그 표현 방식이 회화와 조각이라는 결과물로 나타난다는 점에 있어, 1960년대 포토리얼리즘에서 발전된 장르로 여겨진다.
극사실주의라는 단어는 본래 1970년대 초 미국과 유럽에서 발달하기 시작한 독립 예술운동 내지는 예술 양식을 가리키는 말로 쓰였다. 극사실주의 운동의 선구자로는 캐롤 포어만, 듀안 핸슨, 존 드 안드레아 등을 꼽을 수 있다.

## 역사
1973년 벨기에 브뤼셀의 미술품 거래상이었던 이지 브라쇼는 자신의 화랑에서 대대적인 전시와 카탈로그를 기획하였고, 그 전시명으로 '이페레알리슴' (Hyperréalisme)이란 단어를 고안하였다. 이는 영어로 하이퍼리얼리즘, 즉 극사실주의란 뜻이었다. 이 전시회에 참가한 주요 작가로는 랄프 고잉스, 척 클로즈, 돈 에디, 로버트 벡틀, 리처드 맥린 등 미국의 포토리얼리스트 작가들은 물론, 도메니코 뇰리, 게르하르트 리히터, 콘라드 클라페크, 롤랑 델콜 (Roland Delcol) 등 유럽의 영향력 있는 작가들도 있었다. 이 전시를 기점으로 유럽계 작가들과 거래상들은 포토리얼리즘으로부터 영향받은 작품을 두고 '이페레알리슴'이라 부르기 시작하였다. 이 당시 활동했던 유럽의 극사실주의 화가로는 오스트리아의 고트프리트 헬른바인, 네덜란드의 빌럼 판 펠드하위전과 티알프 스파르나이, 벨기에의 로허르 비테브롱얼 등이 있으며, 프랑스의 피에르 바레아, 자크 보댕, 로날드 보웬, 프랑수아 브리크, 제라르 슐로세 (Gérard Schlosser), 자크 모노리, 베르나르 랑실라, 질 에요 (Gilles Aillaud), 제라르 프로망제 (Gérard Fromanger) 등이 있었다.
21세기로 넘어가면서 포토리얼리즘의 미학적 원리를 토대로 '하이퍼리얼리즘'이 자리를 잡게 되었다. 미국의 작가 데니스 피터슨은 포토리얼리즘에서 벗어나온 새로운 예술운동과 그 작가들을 가리켜 '하이퍼리얼리즘' (Hyperrealism)이란 표현을 쓴 최초의 인물로, 그의 선구적 작품 역시 포토리얼리즘의 분파로 널리 평가받고 있다.